# Імператор Коґон
Імператор Ко́ґон (яп. 光厳天皇, こうごんてんのう, коґон тенно;  1 серпня 1313 — 5 серпня 1364) — 1-й Імператор Північної династії Японії, синтоїстське божество. Роки правління: 22 жовтня 1331 — 7 липня 1333.
З 1911 року в японській історіографії Імператори Південної династії почали вважатися представниками головної лінії Імператорського Дому, тому Імператор Коґон став 1-м Імператором Північної династії. До того часу Імператори Північної династії розглядалися як законні спадкоємці Імператорського Дому, відповідно Імператор Коґон називався Імператором Японії.

## Біографія
Третій син імператора Ґо-Фусімі. Його матір'ю була дружина Ясуко, донька Сайондзі Кінхіри. При народженні звався принц Кадзухіто. 1318 року за умовами угоди Бумпо між двома лініями імператорської династії та бакуфу призначається мабутнім спадкоємцем трону принца Кунійосі, сина імператора Ґо-Дайґо. Втім 1326 року помирає Кунійосі, а  сіккен Ходзьо Такатокі схвалив призначення Кадзухіто спадкоємцем Ґо-Дайґо, що зустріло потужний спротив останнього. Виховувався відставним імператором Ханадзоно, який всиновив Кадзухіто.Здобув знання з літератури, конфуціанства, церемоніалу.
1331 року після другого повстання імператора Ґо-Дайґо проти бакуфу того було повалено, а принц Кадзухіто став новим імператором. Його батько становиться верховним імператором. Обидва стали союзниками сіккена. 8 червня (або 22 червня) 1332 року у присутності імператора було проведено першу офіційну чайну церемонію.
1333 року нове повстання Ґо-Дайґо проти роду Ходзьо призвело до падіння Камакурського сьогунату. Також було повалено імператора Коґона. 1334 року двоюрідний брат Сайондзі Кіммуне готував повстання з метою відновлення на троні Коґона, але зазнав невдачі. У січні 1336 року підтримав повстання Асікаґи Такаудзі проти імператора Ґо-Дайґо, видавши інден (прокламацію). Після поразки останнього задовольнив звернення Такаудзі щодо зведення на трон свого брата — принца Ютахіто (відомий як імператор Комьо). 
Надалі опікувався відродження придворних цеермоніалів та ритуалів, залишаючись в столиці. При цьому плідно співпрацював з сьогуном Асікаґа Такаудзі, який вимушен був постійно воювати з повстаннями. Завдяки цьому відставний імператор Коґен набув можливості впливати на судові інституції та долучався до вирішення поточних справ. У 1330—1340-х роках брав участь у зведенні та розбудові храмів Темрюдзі та Анкокудзі. 1344 року став ініціатором створення антології «Фуґа вака-сю». 1348 року після сходження його старшого сина — принца Масухіто, що став знаний як імператор Суко, став ерховним імператором.
У квітні 1352 року, скориставшись сімейною ворожнечею сьогунаті Муроматі, відомою як смута Канно, імператор Ґо-Муракамі (з Південної династії) захопив Кіото та вивіз імператора Коґона до Анау. 1357 року повернувся до столиці, де став буддійським ченцем, заснувавши монастир Дзосьокодзі в провінції Тамба. У вересні 1358 року тяжко захворів, померши 1364 року.

## Генеалогічне дерево
|  |  |           |           |           |           |           |           |  |  |              |              |              |              |              |              |  |  |             |             |             |             |             |             |  |  | Харухіто            |                     |                     |                     |                     |                     |  |  |                    |                    |                    |                    |                    |                    |  |  |  |  |
|  |  |           |           |           |           |           |           |  |  |              |              |              |              |              |              |  |  |             |             |             |             |             |             |  |  |                     |                     |                     |                     |                     |                     |  |  |                    |                    |                    |                    |                    |                    |  |  |  |  |
|  |  |           |           |           |           |           |           |  |  |              |              |              |              |              |              |  |  |             |             |             |             |             |             |  |  |                     |                     |                     |                     |                     |                     |  |  |                    |                    |                    |                    |                    |                    |  |  |  |  |
|  |  | (1) Коґон | (1) Коґон | (1) Коґон | (1) Коґон | (1) Коґон | (1) Коґон |  |  | (3) Суко     | (3) Суко     | (3) Суко     | (3) Суко     | (3) Суко     | (3) Суко     |  |  | Йосіхіто    | Йосіхіто    | Йосіхіто    | Йосіхіто    | Йосіхіто    | Йосіхіто    |  |  | Садафуса            | Садафуса            | Садафуса            | Садафуса            | Садафуса            | Садафуса            |  |  | (102) Ґо-Ханадзоно | (102) Ґо-Ханадзоно | (102) Ґо-Ханадзоно | (102) Ґо-Ханадзоно | (102) Ґо-Ханадзоно | (102) Ґо-Ханадзоно |  |  |  |  |
|  |  | (1) Коґон | (1) Коґон | (1) Коґон | (1) Коґон | (1) Коґон | (1) Коґон |  |  | (3) Суко     | (3) Суко     | (3) Суко     | (3) Суко     | (3) Суко     | (3) Суко     |  |  | Йосіхіто    | Йосіхіто    | Йосіхіто    | Йосіхіто    | Йосіхіто    | Йосіхіто    |  |  | Садафуса            | Садафуса            | Садафуса            | Садафуса            | Садафуса            | Садафуса            |  |  | (102) Ґо-Ханадзоно | (102) Ґо-Ханадзоно | (102) Ґо-Ханадзоно | (102) Ґо-Ханадзоно | (102) Ґо-Ханадзоно | (102) Ґо-Ханадзоно |  |  |  |  |
|  |  |           |           |           |           |           |           |  |  |              |              |              |              |              |              |  |  |             |             |             |             |             |             |  |  |                     |                     |                     |                     |                     |                     |  |  |                    |                    |                    |                    |                    |                    |  |  |  |  |
|  |  | (2) Комьо | (2) Комьо | (2) Комьо | (2) Комьо | (2) Комьо | (2) Комьо |  |  |              |              |              |              |              |              |  |  |             |             |             |             |             |             |  |  |                     |                     |                     |                     |                     |                     |  |  | Садацуне           | Садацуне           | Садацуне           | Садацуне           | Садацуне           | Садацуне           |  |  |  |  |
|  |  |           | (2) Комьо | (2) Комьо | (2) Комьо | (2) Комьо | (2) Комьо |  |  |              |              |              |              |              |              |  |  |             |             |             |             |             |             |  |  |                     |                     |                     |                     |                     |                     |  |  | Садацуне           | Садацуне           | Садацуне           | Садацуне           | Садацуне           | Садацуне           |  |  |  |  |
|  |  |           |           |           |           |           |           |  |  |              |              |              |              |              |              |  |  |             |             |             |             |             |             |  |  |                     |                     |                     |                     |                     |                     |  |  |                    |                    |                    |                    |                    |                    |  |  |  |  |
|  |  | Тьодзьохо | Тьодзьохо | Тьодзьохо | Тьодзьохо | Тьодзьохо | Тьодзьохо |  |  | (4) Ґо-Коґон | (4) Ґо-Коґон | (4) Ґо-Коґон | (4) Ґо-Коґон | (4) Ґо-Коґон | (4) Ґо-Коґон |  |  | (5) Ґо-Ен'ю | (5) Ґо-Ен'ю | (5) Ґо-Ен'ю | (5) Ґо-Ен'ю | (5) Ґо-Ен'ю | (5) Ґо-Ен'ю |  |  | (6 / 100) Ґо-Комацу | (6 / 100) Ґо-Комацу | (6 / 100) Ґо-Комацу | (6 / 100) Ґо-Комацу | (6 / 100) Ґо-Комацу | (6 / 100) Ґо-Комацу |  |  | (101) Сьоко        | (101) Сьоко        | (101) Сьоко        | (101) Сьоко        | (101) Сьоко        | (101) Сьоко        |  |  |  |  |
|  |  |           | Тьодзьохо | Тьодзьохо | Тьодзьохо | Тьодзьохо | Тьодзьохо |  |  | (4) Ґо-Коґон | (4) Ґо-Коґон | (4) Ґо-Коґон | (4) Ґо-Коґон | (4) Ґо-Коґон | (4) Ґо-Коґон |  |  | (5) Ґо-Ен'ю | (5) Ґо-Ен'ю | (5) Ґо-Ен'ю | (5) Ґо-Ен'ю | (5) Ґо-Ен'ю | (5) Ґо-Ен'ю |  |  | (6 / 100) Ґо-Комацу | (6 / 100) Ґо-Комацу | (6 / 100) Ґо-Комацу | (6 / 100) Ґо-Комацу | (6 / 100) Ґо-Комацу | (6 / 100) Ґо-Комацу |  |  | (101) Сьоко        | (101) Сьоко        | (101) Сьоко        | (101) Сьоко        | (101) Сьоко        | (101) Сьоко        |  |  |  |  |
|  |  |           |           |           |           |           |           |  |  |              |              |              |              |              |              |  |  |             |             |             |             |             |             |  |  |                     |                     |                     |                     |                     |                     |  |  |                    |                    |                    |                    |                    |                    |  |  |  |  |
|  |  | Дзюнсінай | Дзюнсінай | Дзюнсінай | Дзюнсінай | Дзюнсінай | Дзюнсінай |  |  |              |              |              |              |              |              |  |  |             |             |             |             |             |             |  |  |                     |                     |                     |                     |                     |                     |  |  | Оґава              | Оґава              | Оґава              | Оґава              | Оґава              | Оґава              |  |  |  |  |
|  |  | Дзюнсінай | Дзюнсінай | Дзюнсінай | Дзюнсінай | Дзюнсінай | Дзюнсінай |  |  |              |              |              |              |              |              |  |  |             |             |             |             |             |             |  |  |                     |                     |                     |                     |                     |                     |  |  | Оґава              | Оґава              | Оґава              | Оґава              | Оґава              | Оґава              |  |  |  |  |